# Lijst van afleveringen van Heroes (seizoen 2)
Dit artikel beschrijft de afleveringen van seizoen 2 van de televisieserie Heroes. Het tweede seizoen telde wegens de schrijversstakingen maar elf afleveringen.
| Afl. | Titel | Regisseur      | Schrijver                 | Datum eerste uitzending | Datum eerste uitzending | Datum eerste uitzending |
| Afl. | Titel | Regisseur      | Schrijver                 | Verenigde Staten        | Nederland               | België                  |
| ---- | --- | -------------- | ------------------------- | ----------------------- | ----------------------- | ----------------------- |
| 1    | Four Months Later... | Greg Beeman    | Tim Kring                 | 24 september 2007       | 3 juli 2008             | 3 maart 2008            |
| 1    | Het verhaal herbegint vier maanden na de finale van het eerste seizoen. Mohinder heeft run-in met Het Bedrijf. Bennets poging om onder de radar in een nieuwe Californische stad te leven. Hiro ontmoet zijn kinderjarenheld Takezo Kensei. De tweelingen Maya en Alejandro vluchten voor een moordbeschuldiging in Honduras. Een verbinding wordt aan het licht gebracht tussen Kaito Nakamura en Angela Petrelli.                                                                             |                |                           |                         |                         |                         |
| 2    | Lizards | Allan Arkush   | Michael Green             | 1 oktober 2007          | 10 juli 2008            | 10 maart 2008           |
| 2    | Claire weert de verdenkingen van een andere student af. Maya's en Alejandro's capaciteiten worden geopenbaard aangezien zij op hun manier in Mexico raken. Mohinder ontmoet een oude vriend tijdens een opdracht voor Het Bedrijf. Hiro werkt om de schade te bevatten die door zijn reis in het verleden is veroorzaakt. En Peter valt binnen met Ierse gangsters en hij begint zijn capaciteiten te herontdekken.                                                                             |                |                           |                         |                         |                         |
| 3    | Kindred | Paul Edwards   | J.J. Philbin              | 8 oktober 2007          | 17 juli 2008            | 17 maart 2008           |
| 3    | Mohinder doet een onderzoek naar de laatste Isaac Mendez' schilderijen. Maya en Alejandro zijn gescheiden. Hiro helpt Kensei zijn vaardigheden te ontwikkelen en de held van de legende te worden. Niki en Micah verlaten Las Vegas om hun verleden achter zich te laten. Claire ontdekt wat van de geheimen van het Westen. Peter komt overeen om de gangsters te helpen zijn identiteit te ontdekken.                                                                                         |                |                           |                         |                         |                         |
| 4    | The Kindness of Strangers | Adam Kane      | Tim Kring                 | 15 oktober 2007         | 24 juli 2008            | 24 maart 2008           |
| 4    | Aangezien Micah in zijn nieuw huis in New Orleans de baas is, ontdekt zijn nicht Monica haar eigen capaciteit. Matt werft de hulp van Nathan aan om de moordenaar te vinden, en ontdekt iets over zijn eigen verleden. Maya en Alejandro vinden een nieuwe reismetgezel. Claire probeert familiegeheimen in evenwicht te brengen met Romans opvoeding. |                |                           |                         |                         |                         |
| 5    | Fight or Flight | Leslie Glatter | Joy Blake & Melissa Blake | 22 oktober 2007         | 31 juli 2008            | 31 maart 2008           |
| 5    | Aangezien Peter overweegt de doos te openen , probeert Elle te vinden waar Peter is. Matt en Nathan bezoeken Matts vader om Molly te redden. Ondertussen stuurt Mohinder Molly naar Het Bedrijf terug voor een behandeling tot wanhoop van Noah. Monica ontdekt haar nieuwe capaciteiten. Ando probeert om de oude berichten te lezen die hem door Hiro worden gegeven. |                |                           |                         |                         |                         |
| 6    | The Line | Jeannot Szwarc | Adam Armus & Kay Foster   | 29 oktober 2007         | 7 augustus              | 7 april 2008            |
| 6    | Peter probeert om de mensen op te sporen die op hem jagen. Ondertussen vraagt Bob aan Mohinder om op Monica te experimenteren. Terug op tijd, werken Hiro en Kensei om de vader van de vrije Yaeko te ontdekken, omdat er een veel grotere bedreiging achter het leger van de Witte Baard steekt. |                |                           |                         |                         |                         |
| 7    | Out of Time | Daniel Attias  | Aron Eli Coleite          | 5 november 2007         | 14 augustus             | 14 april 2008           |
| 7    | Peter vindt zichzelf terug een jaar in de toekomst, waar 93% van de bevolking van de wereld is gestorven aan het "Shantivirus". West ontdekt dat Claires vader degene is die hem heeft ontvoerd. Hiro verslaat White Beard en komt op de huidige tijd terug. Mat, Nathan en Mohinder proberen om zowel Maury Parkman als het "Shantivirus" te bestrijden. De ware identiteit van geheimzinnige "Adam Monroe" wordt geopenbaard.                                                                 |                |                           |                         |                         |                         |
| 8    | Four Months Ago... | Greg Beeman    | Tim Kring                 | 12 november 2007        | 21 augustus 2008        | 21 april 2008           |
| 8    | Nathan betaalt een prijs voor zijn vorige heldhaftige acties. Nadat Peter de bomschrik in de Stad van New York overleeft, ziet het Bedrijf hem als bedreiging. D.L. maakt het uiteindelijke offer voor zijn familie. Maya openbaart haar macht, die haar en Alejandro tot Amerika in onderzoek naar hulp leidt. |                |                           |                         |                         |                         |
| 9    | Cautionary Tales | Greg Yaitanes  | Joe Pokaski               | 19 november 2007        | 28 augustus 2008        | 28 april 2008           |
| 9    | Hiro gaat op tijd terug om de moordenaar van zijn vader te vinden en maakt een persoonlijke ontdekking. Mohinder ontmoet Elle, dwingend hem om een besluit te nemen dat kon omhoog beëindigen veranderend het leven. Matte gezichten diverse hindernissen aangezien hij zijn uitbreidende geestelijke capaciteiten behandelt. Het verband tussen Maya en Alejandro wordt gezet aan de test aangezien zij hun reis met Sylar voortzetten. Peter ontmoet een suitor die zijn verleden kon openen. |                |                           |                         |                         |                         |
| 10   | Truth & Consequences | Adam Kane      | Jesse Alexander           | 26 november 2007        | 28 augustus 2008        | 5 mei 2008              |
| 10   | Peter probeert om het virus te vernietigen dat het grootste deel van de bevolking van de Aarde tenietdoet. Hiro jaagt op de moordenaar van zijn vader. Mat gebruikt zijn bevoegdheden om de laatste persoon in de foto van het Bedrijf op te sporen. Maya moet tussen Alejandro en Sylar kiezen. Niki heeft slecht nieuws voor Micah. |                |                           |                         |                         |                         |
| 11   | Powerless | Allan Arkush   | Jeph Loeb                 | 3 december 2007         | 4 september 2008        | 12 mei 2008             |
| 11   | Peter en Nathan Petrelli zijn herenigd, maar een conflict barst los tussen hen. Matt Parkman en Hiro Nakamura zijn in de val gelokt door Adam Monroe en Monica Dawson is gevangengenomen door een straatbende.Micah Sanders gaat naar zijn moeder Nikki voor hulp. Maya Herrera komt achter Sylar zijn ware aard als hij Molly Walker en Mohinder Suresh ontvoerd. Elle probeert haar band met haar vader te versterken door de held te spelen.                                                 |                |                           |                         |                         |                         |